# مارتن سيمون
مارتن سيمون هو ملحن سلوفاكي، ولد في 1975.